# Maria Kvist
Maria Kvist, född 19 augusti 1971 i Ede, Kälarne i Jämtland, är en jazzpianist, sångare och kompositör bosatt i Stockholm.
Hon är utbildad vid Berklee College of Music, Boston, USA, och vid Kungliga Musikhögskolan i Stockholm. Hon har medverkat i jazzpopgrupper som Blå Kongo med skivdebuten Blå Kongo (exergy-music). Fick STIM:s stipendium i komposition år 2001 och SKAP kompositionsutmärkelse 2012. Maria Kvist Quartet blev nominerad till Sveriges Radios jazzpris "Jazzkatten " för årets grupp 2019.

## Diskografi
- 2000 – Blå Kongo (med Blå Kongo)
- 2008 – I Read a Review
- 2010 – Lemon Man (Wime Records)
- 2013 – Superficial (Wela/Plugged)
- 2019 – Shadows and Rain (Do Music Records)
- 2019 – Sånger från Ängersjö (EP)
- 2021 – Jämtlandssångerna (Prophone)